# Charles Russell Metcalfe
Charles Russell Metcalfe (1904–1991) est un botaniste et explorateur anglais, qui entreprend des expéditions de collecte botanique dans l'ouest du Cameroun.
En 1971, il reçoit la Médaille linnéenne